# ورا لانتراتووا
ورا لانتراتووا (انگلیسی: Vera Lantratova؛ (زادهٔ ۱۱ مهٔ ۱۹۴۴ – درگذشتهٔ ۱۹ آوریل ۲۰۲۱) بازیکن والیبال اهل اتحاد جماهیر شوروی سوسیالیستی بود.